# Antonín Klicpera
Antonín Otokar Klicpera (Praga, 25 marzo 1901 – 6 novembre 1951) è stato un calciatore cecoslovacco, di ruolo centrocampista.

## Carriera

### Club
Conta in totale 56 partite e 4 reti nella massima serie cecoslovacca e 5 match in Coppa Mitropa.

### Nazionale
Il 31 agosto 1924 debutta in Nazionale contro la Romania (4-1). Nel 1929 è convocato per una seconda sfida internazionale, la sua ultima per la Nazionale cecoslovacca.

## Palmarès

### Club

#### Competizioni nazionali
- Campionato cecoslovacco: 1

Viktoria Žižkov: 1927-1928